# ديفيد غليسون
ديفيد غليسون (بالإنجليزية: David Gleeson)‏ هو لاعب غولف أسترالي، ولد في 2 فبراير 1978 في دالبي في أستراليا.

## وصلات خارجية
- ديفيد غليسون على موقع رابطة اليابان للاعبي الغولف المحترفين (الإنجليزية)
- ديفيد غليسون على موقع التصنيف العالمي الرسمي للغولف (الإنجليزية)